# Canthydrus bovillae
Canthydrus bovillae là một loài bọ cánh cứng trong họ Noteridae. Loài này được Blackburn miêu tả khoa học đầu tiên năm 1890.